# Blasser Erdrauch
Der Blasse Erdrauch (Fumaria vaillantii), auch Buschiger Erdrauch oder Feinblättriger Erdrauch genannt, ist eine Pflanzenart aus der Gattung Erdrauch (Fumaria) in der Unterfamilie der Erdrauchgewächse (Fumarioideae) innerhalb der Familie der Mohngewächse (Papaveraceae).

## Beschreibung

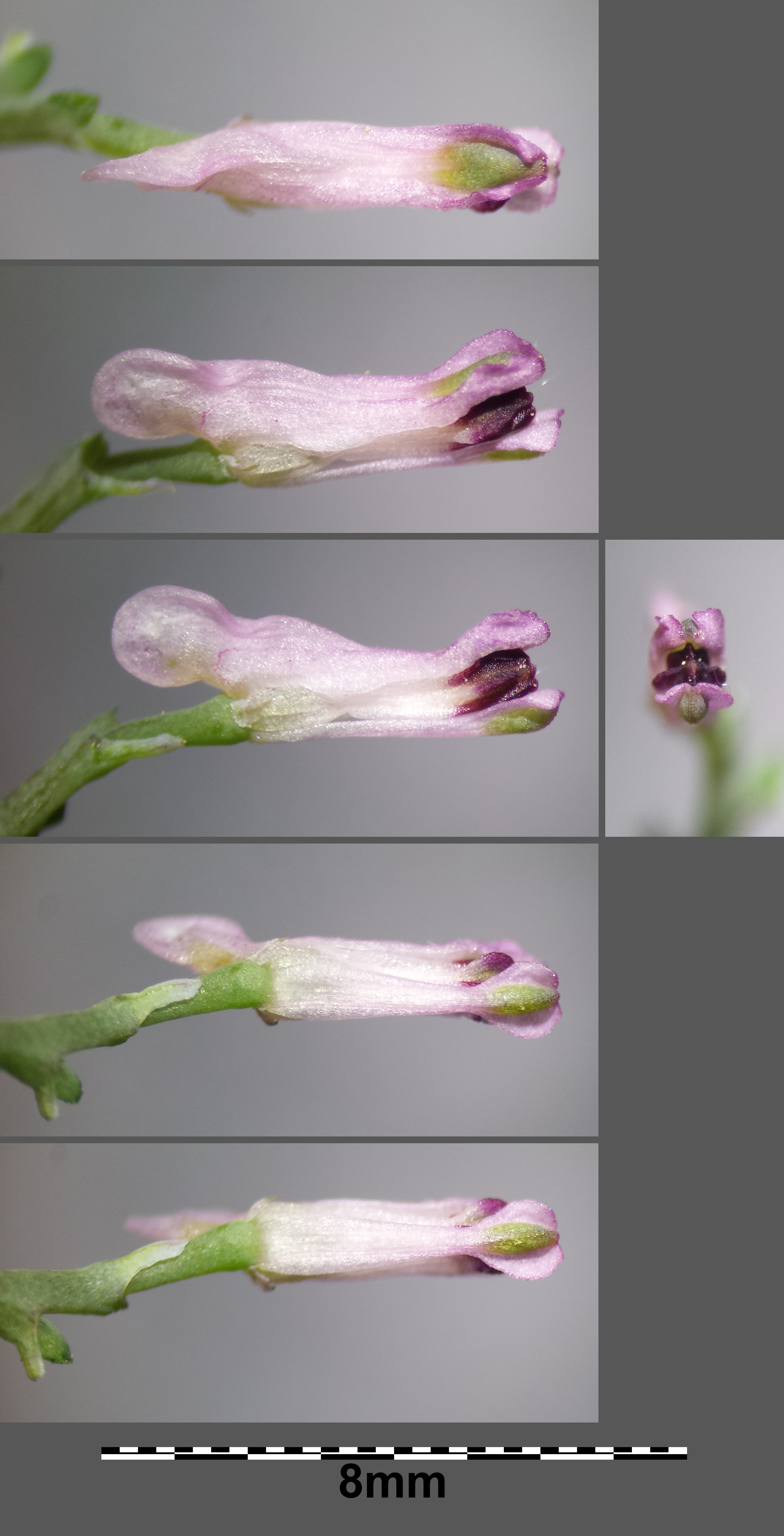
Blüte

### Vegetative Merkmale
Der Blasse Erdrauch wächst als einjährige krautige Pflanze und erreicht Wuchshöhen von 10 bis 30 Zentimetern. Der Stängel wächst aufrecht bis aufsteigend und ist verzweigt.
Die Laubblätter sind doppelt gefiedert und besitzen Blattzipfel, die 1 bis 2 Millimeter breit und damit zwei- bis sechsmal so lang wie breit sind.

### Generative Merkmale
Die Blütezeit liegt vorwiegend in den Monaten Mai bis Oktober. Der traubige Blütenstand enthält 6 bis 15 Blüten und ist einschließlich des Blütenstandsschaftes 1 bis 4,5 Zentimeter lang. Die Tragblätter sind bei Längen von bis zu 2,5 Millimetern und etwa dreiviertel so lang wie die 1,5 bis 3 mm langen, aufrecht abstehenden Fruchtstiele.
Die zwittrigen Blüten sind bei Längen von 5 bis 6 Millimetern zygomorph. Die zwei Kelchblätter haben eine Länge von bis zu 1 Millimeter und sind etwa halb so breit. Die vier Kronblätter sind weißlich-rot gefärbt, haben dunkle Flügel und sind an der Spitze mit einem dunkelpurpurnen Fleck versehen. Die Krone weist eine Länge von 5 bis 6 Millimeter auf. Der Sporn ist 1 bis 1,5 Millimeter lang.
Die Frucht ist bei einem Durchmesser von 1,7 bis 2,4 Millimetern kugelig mit stumpfem oberen Ende.
Die Chromosomenzahl beträgt 2n = 32.

## Vorkommen
Bei Fumaria vaillantii handelt es sich ursprünglich um ein mediterran-westasiatisches Florenelement. In weiten Gebieten Europas ist die Pflanze ein Neophyt. Sie kommt in Mitteleuropa zerstreut vor.
In Deutschland kommt der Blasse Erdrauch vor allem im südlichen Teil häufiger vor; im Norden und Westen des Gebiets fehlt er jedoch über große Strecken.
In Österreich ist Fumaria vaillantii im pannonischen Gebiet häufig zu finden; darüber hinaus kommt er zerstreut vor und ist gebietsweise gefährdet.
In der Schweiz kommt der Blasse Erdrauch allgemein zerstreut vor. Die ökologischen Zeigerwerte nach Landolt et al. 2010 sind in der Schweiz: Feuchtezahl F = 2w (mäßig trocken aber mäßig wechselnd), Lichtzahl L = 4 (hell), Reaktionszahl R = 4 (neutral bis basisch), Temperaturzahl T = 4 (kollin), Nährstoffzahl N = 3 (mäßig nährstoffarm bis mäßig nährstoffreich), Kontinentalitätszahl K = 4 (subkontinental).
Der Blasse Erdrauch wächst in Ackerunkrautgesellschaften, auf Brachen, an Wegen, in Gärten sowie auf Schutt. Er ist ein Stickstoffzeiger, der mäßig trockene oder frische, nährstoff- und kalkreiche Lehmböden bevorzugt. In Mitteleuropa gedeiht er in Pflanzengesellschaften der Verbände Caucalidion und Fumario-Euphorbion. Er steigt in den Alpen bis zu einer Höhenlage von 2100 Metern auf.

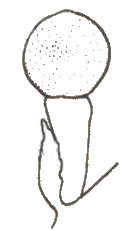
Fumaria vaillantii var. vaillantii (Fruchtschema)

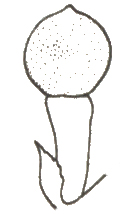
Fumaria vaillantii var. schrammii (Fruchtschema)

## Systematik
Die Erstbeschreibung von Fumaria vaillantii erfolgte 1809 durch Jean Louis Auguste Loiseleur-Deslongchamps in Journal de Botanique, rédigé par une société de botanistes, 2, S. 358. Das Artepitheton vaillantii ehrt den französischen Botaniker Sébastien Vaillant (1669–1722).
Je nach Autor gibt es etwa zwei Unterarten oder Varietäten:
- Fumaria vaillantii Loisel. subsp. vaillantii (Syn.: Fumaria vaillantii Loisel. var. vaillantii)[4]
- Schramm-Erdrauch[5], auch als Schramms Erdrauch bezeichnet (Fumaria vaillantii subsp. schrammii (Asch.) Nyman, Syn.: Fumaria schrammii (Asch.) Velen., Fumaria vaillantii var. schrammii (Asch.) Hausskn.): Es gibt Fundortangaben für Spanien, Andorra, Frankreich, Monaco, die Schweiz, Deutschland, Ungarn, die Slowakei, Serbien, den Kosovo, Albanien, Bulgarien, Nordmazedonien und Griechenland. Die Unterart ist in Tschechien ein Neophyt.[4] Sie unterscheidet sich durch folgende Merkmale: Die Blüten sind blass-lilafarben und besitzen keine dunklen Flügel. Die Tragblätter sind etwa halb so lang wie die Fruchtstiele. Die Frucht besitzt am oberen Ende ein winziges Spitzchen.[1]

Zwischen diesen beiden Unterarten gibt es fließende Übergänge, so dass eine eindeutige Trennung nicht immer möglich ist. In manchen Gebieten scheint es ausschließlich „Übergangsformen“ zu geben (so in Baden-Württemberg).
Der Blasse Erdrauch ist eng mit dem in Mitteleuropa meist häufig vorkommenden Gewöhnlichen Erdrauch (Fumaria officinalis) verwandt.